# Campionati del mondo di atletica leggera 2005 - 3000 metri siepi maschili
La gara dei 3000 metri siepi maschili dei Campionati del mondo di atletica leggera di Helsinki 2005 si è disputata nelle giornate del 7 agosto (batterie) e 9 agosto (finale).

## Podio
| Posizione | Atleta              | Paese |
| --------- | ------------------- | ----- |
| Oro       | Saif Saaeed Shaheen | Qatar |
| Argento   | Ezekiel Kemboi      | Kenya |
| Bronzo    | Brimin Kipruto      | Kenya |

## Batterie

### Batteria 1
1. Saif Saaeed Shaheen,  Qatar 8'11"79 Q
2. Ezekiel Kemboi,  Kenya 8'11"90 Q
3. Simon Vroemen,  Paesi Bassi 8'13"08 Q
4. Günther Weidlinger,  Austria 8'15"91 q
5. Luis Miguel Martín,  Spagna 8'17"47 q
6. Mustafa Mohamed,  Svezia 8'18"18 q
7. Gaël Pencreach,  Francia 8'23"96
8. Radosław Popławski,  Polonia 8'29"85
9. Ion Luchianov,  Moldavia 8'32"09
10. Steve Slattery,  Stati Uniti 8'36"01
11. Alexander Greaux,  Porto Rico 8'39"91
12. Boštjan Buc,  Slovenia 8'40"81
13. Pieter Desmet,  Belgio 8'48"05

### Batteria 2
1. Paul Kipsiele Koech,  Kenya 8'16"42 Q
2. Musa Amer Obaid,  Qatar 8'16"53 Q
3. Antonio David Jiménez,  Spagna 8'16"72 Q
4. Bouabdellah Tahri,  Francia 8'18"31 q
5. Tareq Mubarak Taher,  Bahrein 8'21"68 q
6. Anthony Famiglietti,  Stati Uniti 8'21"84
7. Jukka Keskisalo,  Finlandia 8'25"14
8. Tewodros Shiferaw,  Etiopia 8'27"06
9. Hamid Ezzine,  Marocco 8'27"07
10. Yoshitaka Iwamizu,  Giappone 8'28"73
11. Peter Nowill,  Australia 8'35"35
12. Andrey Olshanskiy,  Russia 8'54"04
  - Jakub Czaja,  Polonia dnf

### Batteria 3
1. Brahim Boulami,  Marocco 8'19"54 Q
2. Brimin Kipruto,  Kenya 8'19"90 Q
3. José Luis Blanco,  Spagna 8'21"04 Q
4. Daniel Lincoln,  Stati Uniti  8'21"39 q
5. Halil Akkaş,  Turchia 8'26"35
6. Ruben Ramolefi,  Sudafrica 8'28"12
7. Krijn van Koolwijk,  Belgio  8'28"92
8. Vincent Le Dauphin,  Francia 8'30"42
9. Moustafa Ahmed Shebto,  Qatar 8'33"00
10. Martin Pröll,  Austria 8'33"70
11. Vadym Slobodenyuk,  Ucraina 8'35"73
12. Roman Usov,  Russia 8'36"30
13. Andrew Lemoncello,  Regno Unito 8'40"29
14. Matthew Kerr,  Canada 8'41"20

## Finale
1. Saif Saaeed Shaheen,  Qatar 8'13"31
2. Ezekiel Kemboi,  Kenya 8'14"95
3. Brimin Kipruto,  Kenya 8'15"30
4. Brahim Boulami,  Marocco 8'15"32
5. Simon Vroemen,  Paesi Bassi 8'16"76
6. Antonio David Jiménez,  Spagna 8'17"69
7. Paul Kipsiele Koech,  Kenya 8'19"14
8. Bouabdellah Tahri,  Francia 8'19"96
9. Musa Amer Obaid,  Qatar 8'20"22
10. Mustafa Mohamed,  Svezia 8'20"26
11. Luis Miguel Martín,  Spagna 8'22"13
12. Günther Weidlinger,  Austria 8'22"84
13. Daniel Lincoln,  Stati Uniti 8'23"89
14. José Luis Blanco,  Spagna 8'24"62
15. Tareq Mubarak Taher,  Bahrein 8'37"62